# Manto (córka Tejrezjasza)
Manto (Μαντώ) – w mitologii greckiej wieszczka, córka Tejrezjasza.
Wzięta do niewoli przez Epigonów po zdobyciu przez nich Teb, została wysłana do Delf, by złożyć dziękczynienie Apollonowi za pomoc. Epigoni wypełnili w ten sposób złożone przed wyprawą ślubowanie, w którym zobowiązywali się ofiarować bóstwu z łupów „to, co najpiękniejsze”. Podczas wędrówki przez Beocję towarzyszył jej ojciec, który jednak zmarł w drodze. Po przybyciu do Delf osiadła w mieście, osiągając biegłość w sztuce jasnowidzenia. Po jakimś czasie za namową bóstwa udała się wraz z uchodźcami tebańskimi do Azji Mniejszej, gdzie założyła miasto Klaros i poślubiła Kreteńczyka Rakiosa. Ze związku z nim lub z Apollonem wydała na świat wieszczka Mopsosa. Z Alkmeonem miała natomiast spłodzić wieszczka Amfilochosa oraz córkę Tejsifone.
Łączono ją z mitem o Niobe. Podczas pobytu w Tebach Manto miała wezwać mieszkanki miasta do złożenia ofiary Leto, matce Apolla i Artemidy. Gdy pyszna królowa Niobe odmówiła chełpiąc się posiadaniem większej liczby dzieci, Apollo z Artemidą zabili jej synów i córki, a ją samą bogowie zamienili w skałę.
W rzymskim podaniu, przytoczonym przez Wergiliusza, Manto miała być córką Herkulesa i matką Auknusa, który założył i nazwał na jej cześć miasto Mantua.
W Tebach znajdował się kamienny tron, na którym miała zasiadać i wieszczyć Manto, opisany przez Pauzaniasza.